# Ибн Тагриберди
Ибн Тагриберди́ (араб. ابن تغري بردي‎), Абу-ль-Махасин Джамал ад-Дин Юсуф ибн аль-Амир Сейф ад-Дин Тагриберди (1409 или 1410 — 5 июня 1470) — арабский историк и писатель.

## Биография
Родился в Египте, в семье знатного мамлюка Сейф ад-Дина Тагриберди. Обучался у выдающихся учёных своего времени, в том числе у аль-Макризи.
Из сохранившихся сочинений наибольшую ценность представляют хроники, описывающие историю Египта от арабского завоевания (VII век) до 1469 года. В книге «Блестящие звёзды владык Египта и Каира» (араб. النجوم الزاهرة في ملوك مصر والقاهرة‎) описан период с 838 по 1291 год. Автор сам составил сокращённое изложение своего труда, озаглавив его «Книга сияющих звёзд, извлеченных из блестящих звёзд». Другое историческое сочинение Тагриберди по истории Египта называется «Водопой приятности, о тех, кто был султаном и халифом» (араб. مورد اللطافة في من وليه السلطنة والخلافة‎).
Ибн Тагриберди написал также краткую историю жизни Мухаммеда, несколько сборников стихотворений и составил антологию арабской поэзии.